# Abrunculo
Abruncolo (... – Clermont, 490 circa) è stato il 10º vescovo di Langres e il 12º vescovo dell'Alvernia, nella seconda metà del V secolo. È venerato come santo dalla Chiesa cattolica.
Le poche informazioni sulla vita di Abruncolo sono contenute in due opere di Gregorio di Tours († 595), la Historia Francorum e le Vitae patrum. Probabilmente originario di Digione, era vescovo di Langres quando dovette fuggire dalla sua terra, perché minacciato di morte dal re burgundo Gondebaudo, di religione ariana. Si rifugiò in Alvernia nello stesso periodo, nel 479, in cui era appena morto il vescovo Sidonio Apollinare, con cui aveva stretto in precedenza relazioni epistolari. Abruncolo fu chiamato a succedergli sulla cattedra di Clermont, che mantenne fino alla sua morte, attorno al 490 circa. Di questo secondo periodo della sua vita datano le lettere di Ruricio di Limoges a lui indirizzate. Abruncolo fu sepolto nella chiesa di Santo Stefano, oggi chiesa di Sant'Eutropio.
L'odierno martirologio, riformato a norma dei decreti del Concilio Vaticano II, ricorda il santo vescovo alla data del 14 maggio con queste parole: